# 바나트 크라이나
바나트 크라이나(Banat Krajina)는 예전에 합스부르크 왕조가 설치한 군사 국경(크라이나)이었다. 지금은 세르비아와 루마니아로 갈라졌다.

## 지리
바나트 크라이나는 세르비아인, 독일인과 루마니아인구역으로 나뉘어 있다. Military Frontier의 이 지역은 남쪽은 세르비아 공국, 북쪽은 세르비아-타미슈바나트 주, 동쪽은 트란실바니아와 왈라키아, 서쪽은 슬라보니아 크라이나에 접했다. 바나트 크라이나에 바치카지역의 남동부와 샤이카슈카로 알려져 있는 지역도 포함되었다.

## 장소
바나트 크라이나의 일부 중요한 도시와 장소는 판체보, 벨라츠르크바, 티텔, 자발리, 알리부나르, 코빈, 카란세베슈 등이 있다.

## 역사
테메스와르의 바나트로 알려진 합스부르크 왕가의 이 크라이나는 1718년에 설치되었다. 1751년에 마리아 테레지아는 이 지역의 북부를 시민이 관리하도록 하였다. 남부 지역은 1871년 소멸할 때까지 군사적 기지로 사용되었다.

## 같이 보기
- 바나트
- 샤이카슈카
- 슬라보니아 크라이나
- 크로아티아 크라이나